# Heizkraftwerk Sandreuth
Das Heizkraftwerk Sandreuth ist im Kern ein von N-ERGIE betriebenes GuD-Heizkraftwerk in Nürnberg-Sandreuth mit installiert 462 MW thermischer und 225 MW elektrischer Leistung. Der Kamin des Heizkraftwerks Sandreuth ist mit 151,55 m Höhe, nach dem Fernmeldeturm Nürnberg, das zweithöchste Bauwerk in Nürnberg.

## Geschichte
Am 1. Oktober 1904 ging hier ein Gaswerk in Betrieb. 2005 wurde ein GuD-Kraftwerk als Nachfolger für eine Kohleanlage errichtet. 2012 folgte ein Biomasseheizkraftwerk und 2015 ein Wärmespeicher mit 33.000 m³ Wasser. 2022 wurden die beiden Siemens-Gasturbinen (2 × 56 MW) durch zwei Neue ersetzt. Ab 2025 soll hier eine Altholzverbrennungsanlage zur Strom- und Wärmegewinnung errichtet werden.

## Technische Daten
Neben dem GuD-Kraftwerk besteht seit dem 6. Juli 2012 auf dem Standort ein Biomasseheizkraftwerk mit 14 MW thermischer und 6 MW elektrischer Leistung, welches mit Holzhackschnitzel befeuert wird und ein elektrisches Regelarbeitsvermögen von 40 GWh pro Jahr hat. Dies entspricht einer mittleren Leistung von 4,5 MW.